# Retroacrónimo

La señal de rescate SOS ha recibido varios retroacrónimos, como Save Our Souls o ¡Socorro, Oh, Socorro!

Un retroacrónimo es un acrónimo nuevo formado a partir de una palabra ya existente o de otro acrónimo. Pueden ser inventados con intenciones serias o lúdicas. Algunos de ellos han sido difundidos como mitos lingüísticos.

## Como falsas etimologías
En ocasiones, un retroacrónimo se popualriza como una falsa etimología.
Un ejemplo es el de la señal de socorro SOS, que fue escogida al ser fácilmente radiada en código morse con una sucesión de tres pulsos cortos, tres largos y otros tres cortos ({\displaystyle \cdots ---\cdots }). Sin embargo, se han popularidado retroacrónimos de esta señal, como Save Our Souls —en español, Salvad nuestras almas—; la locución latina si opus sit —en español, si fuera necesario—, o ¡Socorro, Oh, Socorro!
Otro caso se dio cuando se popularizó un mito que afirmaba que Adolf Dassler escogió el nombre Adidas a partir de la frase All I do is dream about sport. 

## Ejemplos
En el campo del software libre es habitual encontrarse retroacrónimos. Por ejemplo, Wine es un programa para ejecutar software de Windows en sistemas basados en UNIX. Originalmente, procedía de Windows Emulator; pero el posteriormente el proyecto elaboró el retroacrónimo Wine is not an emulator —en español, Wine no es un emulador—.
Es habitual encontrar retroacrónimos en nombres de leyes, como en la Ley USA PATRIOT —en español, Ley PATRIÓTICA ESTADOUNIDENSE—, que proviene de Uniting and Strengthening America by Providing Appropriate Tools Required to Intercept and Obstruct Terrorism Act.
Finalmente, se han popularizado retroacrónimos humorísticos para diversas instituciones: Siempre estarás apretando tornillos para la empresa de automóviles SEAT (en referencia a la percibida mala calidad de sus coches);Asociación de idiotas dispuestos a sudar para Adidas; o Ingresar a la Voraz Administración para el impuesto IVA.